# Albalophosaurus
Albalophosaurus – rodzaj dinozaura ptasiomiednicznego z grupy cerapodów żyjącego we wczesnej kredzie na terenach dzisiejszej Japonii. Został opisany w oparciu o niekompletną czaszkę i żuchwę wydobyte z dolnokredowych osadów formacji Kuwajima w środkowej Japonii. Od innych dinozaurów odróżnia go kombinacja cech uzębienia, kości szczękowej oraz zębowej. Przeprowadzona analiza filogenetyczna umiejscowiła Albalophosaurus jako bazalnego ceratopsa, jednak w holotypie nie występują niedwuznaczne synapomorfie ceratopsów, dlatego Ohashi i Barrett uznają go za Cerapoda incertae sedis. Albalophosaurus jest trzecim ważnym rodzajem dinozaura opisanym z terenów Japonii.